# Бой при Дорогобуже
Бой при Дорогобуже — бой между отступавшими французскими войсками 3-го корпуса маршала Мишеля Нея и преследовавшим их русским авангардом М. А. Милорадовича, произошедший 26 октября (7 ноября) 1812 года. 
После сражения при Вязьме главные силы французской армии двинулись к Смоленску. Для прикрытия отступления был назначен корпус Нея. Нею необходимо было выиграть время, чтобы дать главным силам возможность переправиться через Днепр у Соловьево, выше Смоленска. Поэтому он решил задержать русских у Дорогобужа.
Авангард Милорадовича, имея впереди М. И. Платова с конницей, неотступно преследовал противника. От деревни Семлево Платов направился правее большой дороги прямо к Дорогобужу, а Милорадович, продолжая энергичное преследование, 26 октября (7 ноября) настиг французов на переправе через реку Осьму. Передовой отряд генерал-майора Юрковского (2 пехотных и 1 гусарский полки) отбросил их к Дорогобужу. 
Оборону города удерживала дивизия Жана Разу. В передовой ее линии находились 18-й и 4-й линейные полки. Дивизия Л. Ледрю находилась за городом и была в резерве.
Приблизившись к Дорогобужу, Милорадович выслал для атаки 30-й и 48-й егерские полки. Однако все атаки были отбиты. Чтобы сломить упорное сопротивление французов, Милорадович направил в обход правого фланга противника 4-ю дивизию принца Евгения Вюртембергского. Русская пехота ворвалась в город, начались уличные бои. В результате французы подожгли город и отступили по дорогам к Смоленску и Духовщине. Начавшаяся сильная метель не позволила преследовать французов. Милорадович остановился с главными силами авангарда на ночлег.
Русские захватили 6 орудий и 600 пленных. На следующий день преследование отступивших французов было поручено отрядам генерала Юрковского и полковника Васильчикова 2-го, состоявших из казаков и частей регулярной кавалерии.